# Arămești, Neamț
Arămești este un sat în comuna Bahna din județul Neamț, Moldova, România. Este situat în partea de Sud-Est a județului Neamț, la exteriorul dealului subcarpatic Runc (515 m) – zonă limitrofă cu județul Bacău, aflându-se în vecinătatea satelor Liliac, Bahna și Broșteni.
Satul are o populație de aproximativ 50 de persoane și este sat component al comunei Bahna-Neamț, ce cuprinde următoarele localități: Izvoare, Băhnișoara, Broșteni, Țuțcanii din Vale, Țuțcanii din Deal, Liliac și Bahna.
Din punct de vedere fizico-geografic, satul Arămești se suprapune zonei de contact a culoarului Siretului, în dreptul Podișului Central Moldovenesc, cu dealurile piemontane pericarpatice din Sud-Estul Depresiunii Cracău-Bistrița.
Partea Nordică a satului, este străbătută de pârâul Turbata, ce izvorăște din Dealul Runcului.
Clima din această microregiune, în care se situează vatra satului Arămești, este temperat continentală, specifică Podișului Moldovei; prezintă temperaturi medii anuale de cca. 9°C, cu valori medii ridicate în luna Iulie (19-20°C).
Vegetația spontană aparține subetajului gorunului la limita Vestică a regiunii, iar în rest șleaurilor de deal, care includ alături de gorun, stejarul pedunculat, cerul, jugastrul, frasinul, unii arbuști (sânger, păducel) și plante erbacee. Pădurile au fost defrișate pe mari întinderi, de-a lungul timpului, fiind înlocuite de silvostepa secundară.